# Hostiaz
Hostiaz (trước đây là Hostias) là một xã ở tỉnh Ain, vùng Auvergne-Rhône-Alpes thuộc miền đông nước Pháp.